# 小島奈津子
小島 奈津子（こじま なつこ、1968年7月26日 - ）は、日本のフリーアナウンサー、元フジテレビアナウンサー。本名、大野 奈津子（おおの なつこ）旧姓、小島。フォニックス所属。
埼玉県蕨市出身。血液型A型。

## 略歴
- 蕨市立第二中学校、浦和明の星女子高等学校、法政大学文学部日本文学科卒業。同大学在学時には、法政大学自主マスコミ講座に所属していた。大学卒業後の1992年、フジテレビに入社。同期は西山喜久恵、福原直英。
- 入社して間もなく『タモリのボキャブラ天国』・『笑っていいとも!』・『おはよう!ナイスデイ』など多くの人気番組に出演し、『めざましテレビ』の「突然!奈津子でございます。」のコーナーで大ブレイク。「なっちゃん」の愛称で、お茶の間の人気者となる。その後、4年先輩の八木亜希子（現・フリー）の後を継いで、小島が同番組の2代目総合司会（メインキャスター）に就任。
- 他にも『平成教育委員会スペシャル』『スーパーナイト』（後の『EZ!TV→情報ライブ EZ!TV』）などの数多くの人気番組に出演。
- 2001年11月、フジテレビのディレクター大野貢（現・フジテレビ常務執行役員[1]）と結婚。
- 2002年3月をもってフジテレビを退社し、フリーに転身。元フジテレビのアナが多数在籍する共同テレビジョンに所属。
- 2003年3月、『めざましテレビ』を本人の意向により降板。
- 2005年8月12日に妊娠4か月、2006年2月下旬出産予定と発表された。妊娠中も体調を見ながら仕事をするとしていた（『情報ライブ EZ!TV』は妊娠発表1か月後に放送終了）。
- 2006年2月19日、午後6時50分、第1子（女児）を出産。
- 2006年9月6日、秋篠宮妃紀子の出産を速報するフジテレビのFNN報道特別番組で本格的に復帰した。なお、産休中にも『脳内エステ IQサプリ』（2006年7月1日放送）にVTR出演したことがある。
- 2006年9月28日の『スーパーニュース』の「文化芸能部」コーナーにて同じママさんアナの雨宮塔子（元TBS）・柴田倫世（元日本テレビ）とインタビュー企画で共演した（3人でキャンペーン・キャラクターを務める松下電器産業「発明News!」の発表会の前後に収録）。
- 2007年4月から『スーパーナイト』→『EZ!TV』で司会コンビを組んだ森本毅郎が総合司会のTBS系列情報番組『噂の!東京マガジン』の進行役に就任した。フジ系列以外のレギュラー番組はこれが初めて。番組参加の抱負として「18年間続いている看板番組に参加させていただけることになり、大変光栄。新米ママとして子育て奮闘中ですが、“生活者”の目線で頑張ります」とコメントした。
- 2008年2月15日、『第31回日本アカデミー賞授賞式』（日本テレビ系列で中継）で当時日本テレビアナウンサーの羽鳥慎一と共に番組進行役として出演。
- 2008年10月30日にフジテレビ、共同テレビ、セント・フォースが共同で設立したアナウンサー・プロダクションフォニックスに移籍した（八木亜希子や滝川クリステルも同時に移籍）。

## 人物
- 同期の西山喜久恵とは入社当時からの親友で、互いの家を行き来する仲である。また、西山の夫も同期であり、二人に頼まれ、交際を秘密にし、周囲に気づかれないようにしていた。

## 出演

### 現在の出演番組
- 噂の!東京マガジン（2007年4月 - 、TBS→BS-TBS）-アシスタント
- ぶらり途中下車の旅（日本テレビ）※不定期で旅人として出演
- 小島奈津子のおかえりなさい（ニッポン放送、毎年10月 - 3月） ※ナイターオフ夕方帯ワイド番組内
- 中山秀征の楽しく1万歩!小京都日和（BS11）-ナレーター ※特番時は旅人として出演
- ヒルナンデス（2024年1月 - 、日本テレビ）-月曜シーズンレギュラー（2024年1月 - 6月）→月曜レギュラー（2024年7月 - ）

### 過去の出演番組
- タモリのボキャブラ天国（フジテレビ系）（1992年10月 - 1993年9月、1994年4月 - 1998年9月、1999年6月、2003年1月）
- 上岡龍太郎にはダマされないぞ!（フジテレビ系）（1992年10月 - 1993年3月）
- 笑っていいとも!（フジテレビ系） テレフォンアナウンサー、テレフォンショッキングのゲストで登場したこともある
- 脳内エステ IQサプリ（フジテレビ系）（2004年4月 - 2005年11月5日）
- ハッピーボーイズアワー爆笑おすピー問題!（フジテレビ系）
- プロ野球ニュース（フジテレビ系）（金・土担当。1992年11月 - 1993年3月）
- おはよう!ナイスデイ（フジテレビ系）※（1993年4月1日 - 1994年3月31日　同僚の川端健嗣、軽部真一と総合司会）
- めざましテレビ（フジテレビ系）※（1994年4月1日 - 2003年3月28日、総合司会（メインキャスター）は1997年 - 2003年[2][3]。同僚の軽部真一、伊藤利尋と共演）
- ザ・ロングインタビュー（BSフジ）
- スーパーナイト→情報ライブEZ!TV（フジテレビ系）
- F2スマイル※木、金担当（フジテレビ系）
- 格闘女神ATHENA（フジテレビ系）※アシスタント
- ナチュラルテンポ（TOKYO FM 2005年4月2日 - 2006年7月1日 毎週土曜 20:30 - 20:55）※なお、2006年3月の1ヶ月間は安藤幸代が担当していた。
- Shall We …? 〜LOHASな夫婦〜（BSフジ 2006年4月 - 2006年12月） ※ナレーター
- なるほど!ホームドクター（BS-TBS、2012年7月8日 - 2012年12月30日）進行
- A.B.C-Zの雨ニモマケ-Z（岩手めんこいテレビ、2020年3月27日）※ナレーター[4]

### その他
- 緊急警報放送テスト信号（ナレーション:1997年社屋移転後 - ）（フジテレビ退社後の現在も使用されている。）

### 映画
- こちら葛飾区亀有公園前派出所 THE MOVIE（1999年、東宝） - 声優・アナウンサー 役

### CM
- 武田薬品工業「ベンザブロック」（2004年 - 2005年シーズン）
- 産経新聞（2005年）
- 日本製粉「ニップン こんな小麦粉ほしかった/かき揚げ」篇（2005年）
- 日本製粉「オーマイスパゲッティ/母の教え」篇（2005年）
- 松下電器産業「発明News!」キャンペーン・キャラクター（2006年）
  - 同じフリーアナウンサーの雨宮塔子、柴田倫世と共に務めた。
- グラクソ・スミスクライン「シュミテクト」（2009年）
- ホクト「きがきくきのこ」（2010年 - 2012年）
- ダイドードリンコ「D-1 COFFEE」ナレーション
- オリックス生命保険 医療保険「新CUREサポート」（2016年 - 2018年）
- アートネイチャー「ビューティーアップミュー」（2019年6月 - 2020年。吉川美代子、木佐彩子と共演）
- 日本インプラント あんしんインプラント（2021年 - ）